# Robot gira-reloj

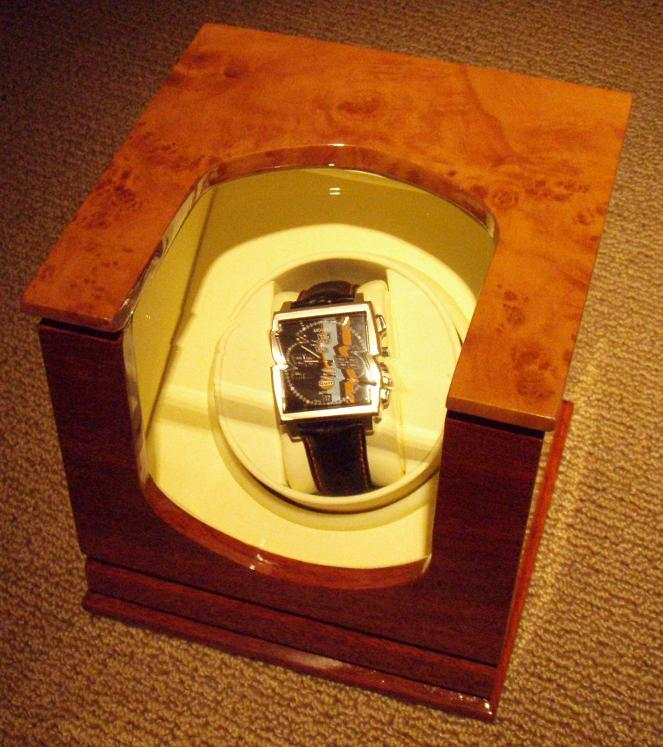
Robot gira-reloj TAG Heuer.

Un  robot gira-reloj  para reloj automático es un dispositivo que puede contener uno o más relojes y los mueve en movimientos circulares para simular el movimiento humano que por otra parte es lo que mantiene en funcionamiento el mecanismo automático de dar cuerda.
Para las personas que tienen poca actividad o que no usan su reloj automático cada día, se encuentra este robot de reloj que sirve para dar cuerda a los relojes automáticos y evitar que se paren. Esto es particularmente ventajoso si el reloj incorpora alguna complicación, como calendarios perpetuos o fases de la luna.
En los relojes mecánicos antiguos hay que mantener la cuerda dada y moverlos lo posible para evitar que sus lubricantes se congelen con el tiempo, lo que hace disminuir la precisión.
Los relojes mecánicos modernos suelen utilizar aceite sintético, el hecho de si los aceites sintéticos se congelan o no, es un punto de discusión entre los expertos de relojes.
Aparte de dar cuerda se debe realizar un servicio completo (que incluye el desmontaje, limpieza y re-engrase) al menos cada cinco años para mantener el movimiento lo más exacto posible.